# Австралийская столичная территория
Австралийская столичная территория, АСТ (англ. Australian Capital Territory, ACT) — федеральная территория в составе Австралийского Союза, включающая город Канберру, а также небольшую сельскохозяйственную зону и Национальный парк Намаджи. Население — 454 499 человек (2021). Деревни и сообщества, расположенные в АСТ, включают Уильямсдейл (англ. Williamsdale), Топ-Наас (англ. Top Naas), Юриарра (англ. Uriarra), Тарва (англ. Tharwa), Оакс-Эстейт (англ. Oaks Estate), Пирсес-Крик (англ. Pierces Creek), Холл (англ. Hall), а также небольшой участок побережья в районе Джервис-Бей (Территория Джервис-Бей).

## География
АСТ является анклавом на территории Нового Южного Уэльса. Площадь — 2358 км² (8-е, то есть последнее место среди штатов и материковых территорий страны). 46 % территории занимает национальный парк Намаджи. Высочайшая точка территории — гора Бимбери.

## История
Проект новой столичной территории появился в конце XIX века, в процессе образования Австралийского Союза. В 1901 году была подписана австралийская конституция, согласно которой Новый Южный Уэльс должен был передать небольшой участок земли на юге штата новому федеральному правительству. Место для будущей столицы было выбрано как нейтральное положение между двумя крупнейшими городами Австралии — Сиднея и Мельбурна, претендующих на звание столицы. Территория была передана государству в 1911, и в 1913 году началось строительство Канберры.
Федеральное правительство официально переехало из Мельбурна в Канберру лишь 9 мая 1927 года, когда завершилось строительство здания парламента. Первое время часть отделов и департаментов продолжали оставаться в Мельбурне, но позже постепенно были перемещены в новую столицу.
Территория первоначально была известна как Территория федеральной столицы (ТФС), в 1938 году была официально переименована в Австралийскую столичную территорию.
В 1989 прошли первые выборы в законодательное собрание территории.